# Tåsjö socken
Tåsjö socken ligger i Ångermanland med mindre delar i Lappland och Jämtland och är sedan 1974 en del av Strömsunds kommun i Jämtlands län och motsvarar från 2016 Tåsjö distrikt.
Socknens areal är 1 056,80 kvadratkilometer, varav 958,50 land. År 2000 fanns här 2 045 invånare.  Tätorten Hoting, orten Norråker samt kyrkbyn Kyrktåsjö  med sockenkyrkan Tåsjö kyrka ligger i socknen. 

## Administrativ historik
Tåsjö kyrksocken bildades 1772 genom en utbrytning ur Fjällsjö socken. Sockenbildningen slutfördes 1837 när jordebokssocknen utbröts ur Ramsele socken. 1846 överfördes Norrby (senare Norråker) från Dorotea socken till Tåsjö.
På 1860-talet överfördes byarna Rotnäset och Granön från Frostvikens socken till Tåsjö, vilket innebär att socknens nordvästligste del (med Midsommarfjället) ligger i landskapet Jämtland. I slutet av 1800-talet avstyckades mark från kronoparker i Dorotea socken och tillfördes byarna Norrby och Västra Tåsjö, varför en del av Tåsjö socken ligger inom Lappland.
När 1862 års kommunreform genomfördes övergick socknens ansvar för de kyrkliga frågorna till Tåsjö församling och för de borgerliga frågorna bildades Tåsjö landskommun i Västernorrlands län. Landskommunen inkorporerades 1967 i Fjällsjö landskommun som uppgick 1974 i Strömsunds kommun vilket också innebar att länstillhörigheten ändrades från Västernorrlands län till Jämtlands län.
1 januari 2016 inrättades distriktet Tåsjö, med samma omfattning som församlingen hade 1999/2000.
Socknen har tillhört fögderier, tingslag och domsagor enligt vad som beskrivs i artikeln Ångermanland. De indelta båtsmännen tillhörde Andra Norrlands förstadels båtsmanskompani.

## Geografi
Tåsjö socken ligger kring Tåsjön och Fjällsjöälven. Socknen har odlingsbygd vid sjön och vattendragen och är i övrigt en starkt kuperad skogsbygd där Tåsjöberget, Ångermanlands högsta berg, når 631 meter över havet.
Turistvägen Bävervägen når socknen som länsväg 346 och slutar i Norråker som länsväg Z 998.
I området finns rika uranfyndigheter som upptäcktes 1957 och undersöktes under 1970-talet. 2006 gjordes provborrningar av det kanadensiska gruvbolaget Mawson Resources. Bolaget beskrev resultaten av provborrningarna som goda, men fick 2011 kritik från kanadensiska myndigheter för att ge en mer positiv bild av fyndigheterna än befogat. I början av 2012 meddelade bolaget att man dragit tillbaka sitt intresse för Tåsjöområdet.

## Fornlämningar
Från stenåldern har över 100 boplatser påträffats. Här finns också ett gravfält vid Långön i Hotingsjön och gravhögar samt 300 fångstgropar.

## Namnet
Namnet (1664 Thåsjön, 1569 Tååsiö tresk) kommer från sjön Tåsjön. Förleden innehåller tå, egentligen fägata (en tamdjursstig i skog och mark), och syftar på sjöns långsmala form.
I Tåsjöberget bor enligt en sägen jätten Tå, och enligt den är det efter honom som Tåsjön fått sitt namn. Jätten Tå åkte på en släde dragen av en älg, och med församlingens kyrkklocka som bjällra.

## Befolkningsutveckling
| Befolkningsutvecklingen i Tåsjö socken 1780–2010                                                         | Befolkningsutvecklingen i Tåsjö socken 1780–2010 | Befolkningsutvecklingen i Tåsjö socken 1780–2010 | Befolkningsutvecklingen i Tåsjö socken 1780–2010 | Befolkningsutvecklingen i Tåsjö socken 1780–2010 |
| --- | ------------------------------------------------ | ------------------------------------------------ | ------------------------------------------------ | ------------------------------------------------ |
| |                                                  |                                                  |                                                  |                                                  |
| År |                                                  |                                                  | Folkmängd                                        |                                                  |
| 1780 | 1780                                             |                                                  | 134                                              |                                                  |
| 1810 | 1810                                             |                                                  | 286                                              |                                                  |
| 1820 | 1820                                             |                                                  | 334                                              |                                                  |
| 1830 | 1830                                             |                                                  | 447                                              |                                                  |
| 1840 | 1840                                             |                                                  | 659                                              |                                                  |
| 1850 | 1850                                             |                                                  | 1 014                                            |                                                  |
| 1860 | 1860                                             |                                                  | 1 255                                            |                                                  |
| 1870 | 1870                                             |                                                  | 1 701                                            |                                                  |
| 1880 | 1880                                             |                                                  | 2 188                                            |                                                  |
| 1890 | 1890                                             |                                                  | 2 690                                            |                                                  |
| 1900 | 1900                                             |                                                  | 3 135                                            |                                                  |
| 1910 | 1910                                             |                                                  | 3 606                                            |                                                  |
| 1920 | 1920                                             |                                                  | 3 859                                            |                                                  |
| 1930 | 1930                                             |                                                  | 4 255                                            |                                                  |
| 1940 | 1940                                             |                                                  | 4 386                                            |                                                  |
| 1950 | 1950                                             |                                                  | 4 258                                            |                                                  |
| 1960 | 1960                                             |                                                  | 4 263                                            |                                                  |
| 1970 | 1970                                             |                                                  | 3 031                                            |                                                  |
| 1980 | 1980                                             |                                                  | 2 648                                            |                                                  |
| 1990 | 1990                                             |                                                  | 2 366                                            |                                                  |
| 2000 | 2000                                             |                                                  | 2 045                                            |                                                  |
| 2010 | 2010                                             |                                                  | 1 572                                            |                                                  |
| Anm: Källor: Umeå universitet - Tabellverket 1749-1859, Demografiska databasen, CEDAR, Umeå universitet. |                                                  |                                                  |                                                  |                                                  |